# مرحبا، وداعا
مرحبا، وداعا هو فيلم من نوع كوميديا أُصدر في 2008. الفيلم من إخراج Graham Guit ‏.

## القصة
تقع أحداث الفيلم في إسرائيل.

## طاقم التمثيل
- فاني اردانت
- جيرارد ديبارديو
- كليمنتين بويداتز
- ساسون جاباي
- جاك هيرلين [الإنجليزية]‏
- جان بن جوجي
- ليئور اشكنازي
- اليكس دي كونوبكا  [لغات أخرى]‏
- فرانسواز كريستوف
- جيل غاستون دريفوس
- جوليان بومغارتنر
- مانو باييت

## وصلات خارجية
- مرحبا، وداعا على موقع IMDb (الإنجليزية)
- مرحبا، وداعا على موقع روتن توميتوز (الإنجليزية)
- مرحبا، وداعا على موقع نتفليكس (الإنجليزية)
- مرحبا، وداعا على موقع ألو سيني (الفرنسية)
- مرحبا، وداعا على موقع Turner Classic Movies (الإنجليزية)
- مرحبا، وداعا على موقع أول موفي (الإنجليزية)
- مرحبا، وداعا على موقع فيلمافينيتي (الإسبانية)
- مرحبا، وداعا على موقع قاعدة بيانات الفيلم (الإنجليزية)
- مرحبا، وداعا على موقع ليتربوكسد (الإنجليزية)
- مرحبا، وداعا على موقع كينوبويسك (الروسية)